# Pericallia parva
Pericallia parva là một loài bướm đêm thuộc phân họ Arctiinae, họ Erebidae.